# الغواركو (كانتون)
الغواركو (بالإسبانية: El Guarco)‏ هو الكانتون الثامن من محافظة كارتاغو في كوستاريكا. و يغطي الكانتون مساحة 167.69 كم مربع،
كما يقارب عدد سكانه 36,291 نسمة.
و تدعى مدينته الرئيسية بـ التيخار.
يمتد كانتون الغواركو من الجنوب الشرقي من مدينته الرئيسة ليشمل جزءاً من سلسلة جبال تلمانكا، و يحدد طريق Carretera Interamericana حدود الكانتون الجنوبية الغربية.
تم تأسيس هذا الكانتون تشريعيا في 26 تموز 1939.

## المقاطعات
يتألف الكانتون من أربع مقاطعات و هي :
1. التيخار
2. سان إيسيدرو
3. توبوسي
4. باتيو دي آغوا